# Pachyteria
Pachyteria è un genere di coleotteri appartenente alla famiglia Cerambycidae.

## Tassonomia[1][2]
- Pachyteria basalis Waterhouse, 1878
- Pachyteria calumniata Ritsema, 1890
- Pachyteria chewi Morati & Huet, 2004
- Pachyteria coomani Pic, 1927
- Pachyteria dimidiata Westwood, 1848
- Pachyteria diversipes Ritsema, 1890
- Pachyteria equestris (Newman, 1841)
- Pachyteria fasciata (Fabricius, 1775)
- Pachyteria hageni Ritsema, 1888
- Pachyteria javana Bates, 1879
- Pachyteria kurosawai Niisato, 2001
- Pachyteria lambii Pascoe, 1866
- Pachyteria loebli Morati & Huet, 2004
- Pachyteria melancholica Ritsema, 1909
- Pachyteria narai Hayashi, 1987
- Pachyteria nigra Morati & Huet, 2004
- Pachyteria pasteuri Ritsema, 1892
- Pachyteria pryeri Ritsema, 1888
- Pachyteria ruficollis Waterhouse, 1878
- Pachyteria rugosicollis Ritsema, 1881
- Pachyteria semiplicata Pic, 1927
- Pachyteria semivirescens Hayashi, 1992
- Pachyteria similis Ritsema, 1890
- Pachyteria speciosa Pascoe, 1866
- Pachyteria sumatrana Hüdepohl, 1998
- Pachyteria sumbaensis Hayashi, 1994
- Pachyteria virescens Pascoe, 1866